# 真相 - Truth Be Told
『真相 - Truth Be Told』（原題: Truth Be Told、トゥルース・ビー・トールド）は、2019年から配信されているアメリカ合衆国のテレビドラマシリーズ。殺人容疑で終身刑となった男の冤罪に気付いたジャーナリストを描く。キャスリーン・バーバーの小説『Are You Sleeping』を原作に、ニシェル・トランブル・スペルマンがショーランナーを務め、オクタヴィア・スペンサー、アーロン・ポールらが主演した。2019年12月6日からApple TV+オリジナル作品として全世界に配信された。更に第2シーズンも配信されている。

## あらすじ
ポピー・パーネルは犯罪ポッドキャストを運営する有名なジャーナリスト。彼女が報じた殺人事件で当時16歳の少年ウォーレン・ケイブは終身刑となっていた。19年後、ウォーレンに冤罪の可能性が浮上し、ポピーは再調査に乗り出す。

## キャスト

### シーズン1
※括弧内は日本語吹き替え
- オクタヴィア・スペンサー, (高乃麗) - ポピー・パーネル

元ニューヨーク・タイムズの記者でフリーの犯罪ジャーナリスト。ポッドキャストで配信をしている
- アーロン・ポール, (長谷川敦央) - ウォーレン・ケイブ

隣家の住人チャック・バーマンを殺害したとして19年前より終身刑に服している
- リジー・キャプラン, (山根舞) - レイニー・バーマン, ジョジー・バーマン

チャック・バーマンの双子の娘たち
- エリザベス・パーキンス, (伊沢磨紀) - メラニー・ケイブ

ウォーレンの母
- ブレット・カレン - オーウェン・ケイブ

ウォーレンの父。警察署長
- マイケル・ビーチ, (谷昌樹) - イングラム・ローズ

ポピーの夫。弁護士
- メキ・ファイファー, (俊藤光利) - マーカス・キルブルー

ポピーの元彼でリサーチ協力者。オークランド警察の元警官
- キャサリン・ラ・ナサ - ノア・ハヴィランド

ポピーの仕事上のパートナー
- トレイシー・トムズ, (勝生真沙子) - デザレー・スコヴィル

ポピーの妹
- ハニーファ・ウッド（英語版） - サイディー・スコヴィル

ポピーとデザレーの妹
- ロン・セファス・ジョーンズ（英語版）, (水野龍司) - シュリーヴ・スコヴィル

ポピーの父
- タミ・ローマン（英語版） - リリアン・スコヴィル

ポピーの父シュリーヴの現在の妻
- ニコラス・ビショップ - チャック・バーマン

19年前に殺害されたスタンフォード大教授。レイニーとジョジーの父
- アナベラ・シオラ - エリン・バーマン

チャックの妻。レイニーとジョジーの母
- モリー・ヘイガン（英語版） - スーザン・カーヴァー

レイニーとジョジーの叔母。エリンの妹
- ビリー・ミラー -  アレックス・ダン

レイニーの夫
- エヴァリー・マクドネル（英語版） - エラ・ダン

レイニーの娘

### シーズン2
- ケイト・ハドソン - マイカ・キース

女性の自己啓発を指南する会社「シェルター」を経営。ポピーと旧知の友人で家族ぐるみの付き合い
- ジェイソン・オマラ - ジョシュ・キース

マイカの夫。ドキュメンタリー作家
- デヴィッド・ライオンズ - エイムズ

サンフランシスコ警察の刑事
- アンソニー・リー・メディナ - ラモン・トマス

マイカのアシスタント
- アロナ・タル - アイビー・アボット

マイカの部下
- クリストファー・バッカス - ホルト・ロリンズ

- デボラ・アヨリンデ - ローズ・ギル

- マイケル・ミューニー - マーティン ・ヘイウッド

## エピソード
| シーズン | シーズン | 話数 | 話数 | 放送期間      | 放送期間      |
| シーズン | シーズン | 話数 | 話数 | 初回放送      | 最終回放送    |
| -------- | -------- | ---- | ---- | ------------- | ------------- |
|          | 1        | 8    | 8    | 2019年12月6日 | 2020年1月10日 |

### シーズン1 (2019–20)
| 通算 話数 | タイトル                                        | 監督               | 脚本                            | 公開日         |
| --------- | ----------------------------------------------- | ------------------ | ------------------------------- | -------------- |
| 1         | "モンスター" "Monster"                          | Mikkel Nørgaard    | Nichelle Tramble Spellman       | 2019年12月6日  |
| 2         | "近所の黒人" "Black People in the Neighborhood" | Rosemary Rodriguez | Nichelle Tramble Spellman       | 2019年12月6日  |
| 3         | "知られざる真実" "Even Salt Looks like Sugar"   | Sarah Pia Anderson | Chitra Elizabeth Sampath        | 2019年12月6日  |
| 4         | "代償" "No Cross, No Crown"                     | Mikkel Nørgaard    | Davita Scarlett                 | 2019年12月13日 |
| 5         | "重すぎる愛情" "Graveyard Love"                 | タッカー・ゲイツ   | Matt Johnson                    | 2019年12月20日 |
| 6         | "埋もれた真実" "Not Buried, Planted"            | Sarah Pia Anderson | Michael Kastelein               | 2019年12月27日 |
| 7         | "生き残る術" "Live Thru This"                   | Loni Peristere     | Darla Lansu & Alexandra Salerno | 2020年1月3日   |
| 8         | "失ったもの" "All That Was Lost"                | Mikkel Nørgaard    | Leonard Dick                    | 2020年1月10日  |

## 製作
2018年1月3日、Appleはキャスリーン・バーバーの小説『Are You Sleeping』を原作としたテレビシリーズを開発中であると発表した。

## 評価

### 批評
第1シーズンは批評集積サイトのRotten Tomatoesに28件のレビューがあり、批評家支持率は32%、平均点は10点満点で5.72点となっている。また、Metacriticには14件のレビューがあり、加重平均値は46/100となっている。